# Сара Мосс
Сара Мосс (нар. 1975)  — англійська письменниця та науковиця. Вона опублікувала шість романів, а також низку науково-популярних творів і наукових текстів. Її роботи тричі номінували на премію Wellcome Book Prize. З вересня 2020 року її призначено доценткою кафедри творчого письма в Школі англійської мови, драми та кіно Університетського коледжу Дубліна в Ірландії.

## Життєпис
Сара Мосс народилася в Глазго, Шотландія, і у віці двох років переїхала з сім'єю до Манчестера, де жила до 18 років, а тоді поїхала вчитися до Оксфордського університету. Упродовж десяти років навчання в Оксфорді вона здобула ступінь бакалавра, магістра та доктора філософії з англійської літератури, а потім отримала докторську наукову стипендію. З 2004 по 2009 рік була лекторкою Кентського університету. Після публікації у 2009 році її першого роману «Холодна земля» Мосс пішла викладати на рік в Університет Ісландії. Потім обійняла посаду старшої викладачки літератури та місця в кампусі Пенрін Університету Ексетера в Корнуоллі, а згодом перейшла до Університету Ворика, де стала директоркою Ворицької письменницької програми, викладаючи креативне письмо.

## Стіна привидів
Мосс створює мотив світла на початку свого номінованого на премію Ondaatje тексту, Ghost Wall, коли жіночу персонажку виведено «без пов'язки на очах», але з «розширеними очима» до «останнього світла» дня, а можливо, і її життя. Цей пророчий наратив на початку є історичним відображенням соціального зла, яке діялося в середньовічній Англії багато століть тому серед спільнот, що практикували людські жертвоприношення[джерело?].
З розвитком сюжету роману ми знайомимося з родиною Гемптонів, які беруть участь у реконструкції життя на півночі Англії 2500 років тому. При цьому поступово розкривається підступний вплив расиста і сексиста Білла Гемптона на його дружину Алісон та його розумну сімнадцятирічну доньку Сільві.
Цей текст має на меті «струснути» читача, показуючи зловісну роль політики особистої влади в домашньому насильстві — надзвичайно актуальній темі сьогодення.

## Нагороди
Роман Мосс 2011 року «Нічне пробудження» здобув премію Jerwood Fiction Uncovered. Її нон-фікшн книга «Імена для моря: Чужі в Ісландії» увійшла до короткого списку Премії Ondaatje Королівського товариства літератури 2013 року. 2015 року її роман Фігури світла увійшов до короткого списку премії Wellcome Book Prize, а романи Signs for Lost Children і The Tidal Zone також увійшли до короткого списку премії Wellcome Book Prize  2016 та 2017 року відповідно. Роман «Стіна привидів» 2018 року потрапив до короткого списку Премій Ondaatje та Polari, а також до довгого списку Жіночої літературної премії 2019 року.

### Романи
- Cold Earth (Granta Books, 2009)[11]
- Нічне пробудження (Granta, 2011)[12]
- Фігури світла (Granta, 2014)[13]
- Signs for Lost Children (Granta, 2015)[14]
- The Tidal Zone (Granta, 2016)[15][16]
- Ghost Wall (Granta, 2018)[17]
- Літня вода (Pan Macmillan[en], 2020)[18]
- The Fell (Pan Macmillan, 2021)[19]

### Нон-фікшн
- Заморожений корабель (2006)
- Останнє печиво Скотта: література про полярні дослідження (2006)[20]
- Spilling the Beans: читання, писання, їжа та приготування їжі в британській жіночій літературі 1770–1830 рр.[21]
- Шоколад: Всесвітня історія (2009)[22]
- Назви моря: Чужі в Ісландії (Гранта, 2012)[23]
- Мій добрий яскравий вовк (2024)[24][25][26]

### Критичні дослідження та огляди творчості Мосс
Літня вода
- Robson, Leo (22 березня 2021). Old habits : in Sarah Moss's novel 'Summerwater,' there's no holiday from history. The Critics. Books. The New Yorker. 97 (5): 69—71.

## Переклади українською
2024 року у видавництві «Лабораторія» вийшов український переклад книжки «Фігури світла». Перекладачка з англійської — Ірина Гоял.